# Korálovec (houba)
Korálovec, odborně Hericium, je rod stopkovýtrusných hub z čeledi korálovcovitých (Hericiaceae). Pro zástupce rodu jsou typické bílé nebo bělavé jednoleté plodnice s nápadným ostnitým hymenoforem a růst na dřevu (dožívající stromy, mrtvé kmeny, pařezy), na kterém působí bílou hnilobu. Všechny evropské druhy se vyskytují nehojně až vzácně. Na základě biomolekulárních analýz došlo ke sloučení rodu ježatec (Creolophus) s rodem korálovec (Hericium).

## Seznam druhů
| obrázek              | český název        | odborný název          | rozšíření | substrát                 | galerie                                               | poznámka                                         |
| -------------------- | ------------------ | ---------------------- | --------- | ------------------------ | ----------------------------------------------------- | ------------------------------------------------ |
| Hericium cirrhatum   | ježatec různozubý  | Hericium cirrhatum     | Evropa    | listnáče                 | Kategorie „Hericium cirrhatum“ na Wikimedia Commons   | v ČR téměř ohrožený druh                         |
| Hericium americanum  | korálovec americký | Hericium americanum    | USA       |                          | Kategorie „Hericium americanum“ na Wikimedia Commons  |                                                  |
| Hericium coralloides | korálovec bukový   | Hericium coralloides   | Evropa    | listnáče (buk)           | Kategorie „Hericium coralloides“ na Wikimedia Commons |                                                  |
| Hericium alpestre    | korálovec jedlový  | Hericium alpestre      | Evropa    | jehličnany (jedle, smrk) | Kategorie „Hericium alpestre“ na Wikimedia Commons    | v ČR téměř ohrožený druh                         |
| Hericium erinaceus   | korálovec ježatý   | Hericium erinaceus     | Evropa    | listnáče (buk, dub)      | Kategorie „Hericium erinaceus“ na Wikimedia Commons   | v ČR zranitelný druh, navržený k zákonné ochraně |
| Hericium abietis     |                    | Hericium abietis       | USA       |                          | Kategorie „Hericium abietis“ na Wikimedia Commons     |                                                  |
|                      |                    | Hericium bharengense   |           |                          |                                                       |                                                  |
|                      |                    | Hericium botryoides    |           |                          |                                                       |                                                  |
|                      |                    | Hericium rajchenbergii | Argentina |                          |                                                       |                                                  |
|                      |                    | Hericium yumthangense  |           |                          |                                                       |                                                  |